# 天理教語学院
天理教語学院（てんりきょうごがくいん）は、奈良県天理市に存在する各種学校。外国人に日本語教育を行う日本語学校。元は天理大学に設置されていた別科だが独立した各種学校になる。

## 概要
1934年に天理教校専修科に日本語部を設置。
1936年に天理外国語学校に外国人に日本語を教える別科特修科を設置。
1958年に海外の天理教の伝道師の師弟を教育することを目的として天理大学選科日本語科が設立される。初期は天理大学の国文学科や英米文学科の教員が授業を行い、新入生は入学した目的は日本語や柔道や宗教など様々であった。それまでアメリカ合衆国やハワイでは天理教の海外伝道は英語で進められていた。だが英語だけでは教理の理解は難しく、現地の信者には来日して天理教の施設に長期滞在を勧めて日本語を習得して同時に布教の人材を養成していた。このような教育を組織的に行うことを目的として天理大学選科日本語科が設立された。1967年より宗教と宗教以外の2クラス制となる。
1981年に天理大学選科日本語科は天理大学別科日本語課程に移行して、同時に天理大学別科外国語課程が新設される。別科外国語課程は既に社会人となっている日本人が入学して外国語を習得して、天理教の海外布教をする人材の育成が行われていた。
1994年に天理大学別科日本語課程と天理大学別科外国語課程が、各種学校である天理教語学院となる。天理教語学院となってからは天理大学とは別の組織となり、天理教海外伝道部の直轄となる。それまでは学校教育法で定められた別科であったが、より柔軟な教育を行えるようになる。以降の天理大学別科は新入生の募集を停止されて後に廃止。
天理教語学院は開校より日本語科、おやさとふせこみ科、伝道語学科、伝道実習科の4学科であったが、2010年に伝道語学科と伝道実習科が募集停止になる。
日本語科では年間700時間の日本語教育が行われており、初級レベルから中級レベルに達することが目指される。おやさとふせこみ科は日本語科を終了した人が進み、おやさとふせこみ科では年間100時間の授業が行われ上級レベルにまで達し、日常会話では不便を感じることは無くなり、専門的な話もできるようになる。おやさとふせこみ科では実習が有り日本人と共同で作業をする機会も多く、習った日本語を実践的に使う機会が多く設けられている。